# 犹太历史大事年表
这是犹太民族和犹太教发展的历史大事年表。所有日期采用西元纪年，而不是希伯来历。

## 希伯来圣经时代

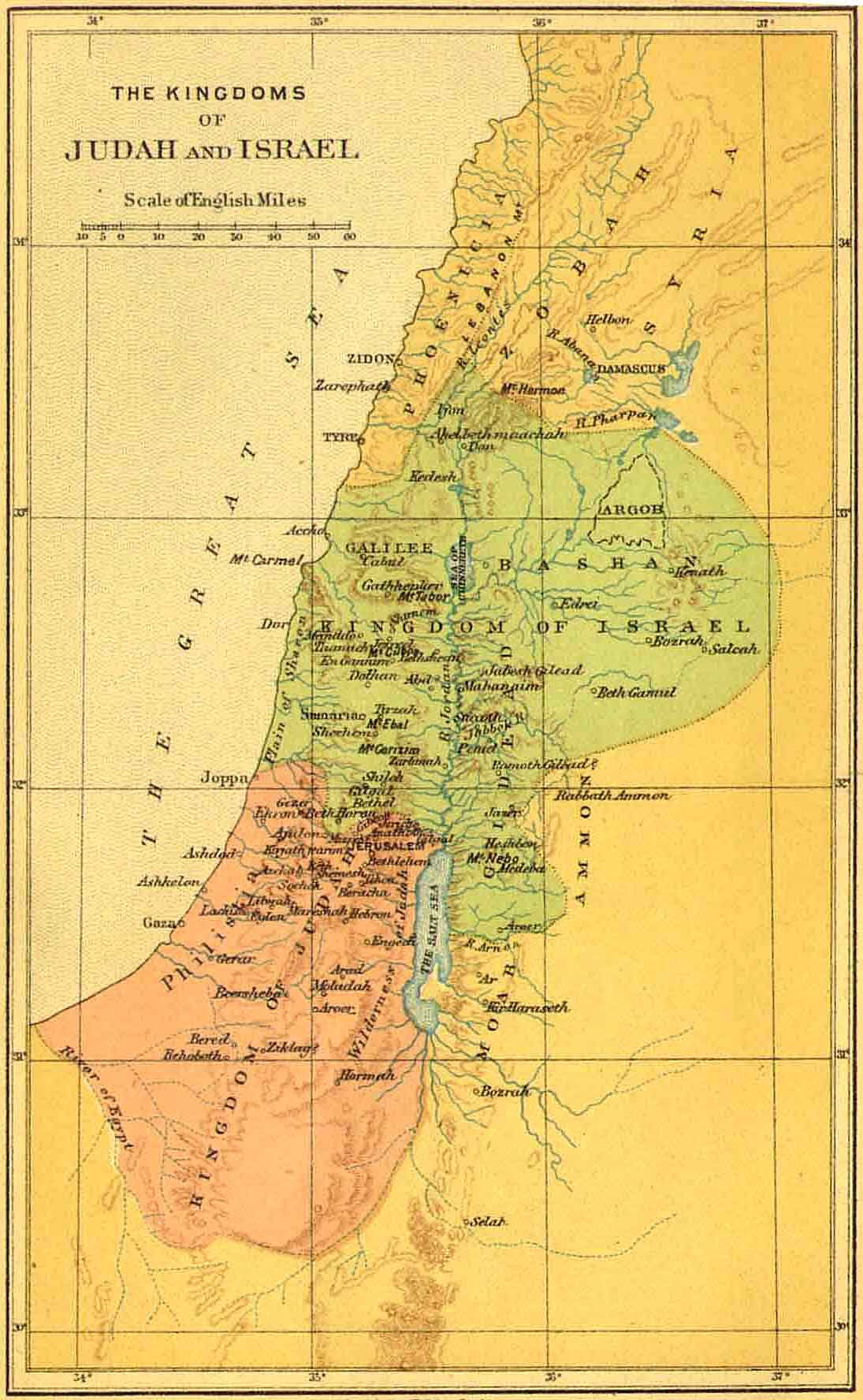
罗波安做王时的犹大国

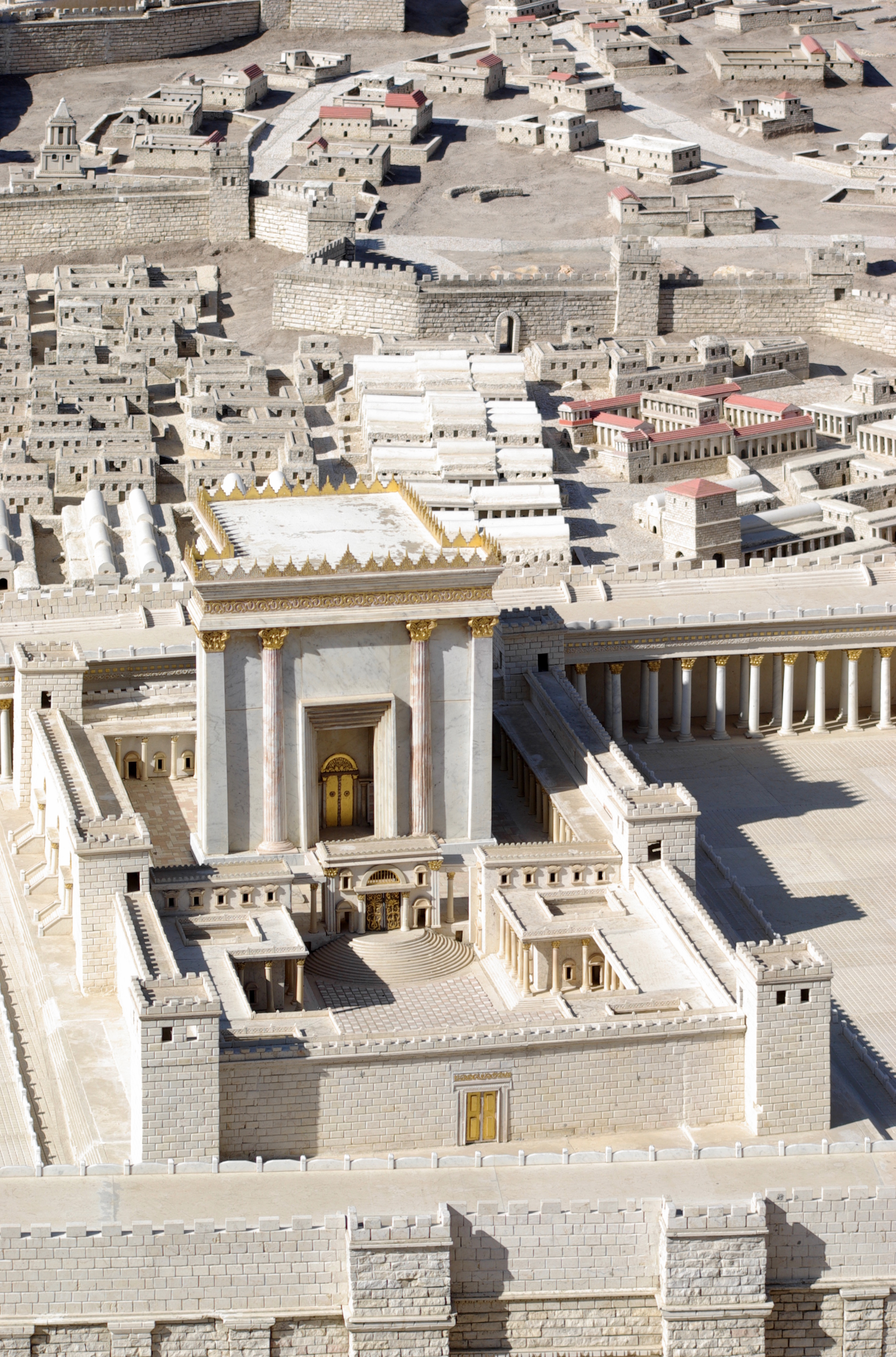
耶路撒冷的第二圣殿模型

c.1440BCE(?*)
出埃及(摩西)
c.1250BCE–c.1025BCE
士师 领导以色列人
c.1025BCE–c.1010BCE
扫罗国王
c.1010BCE–c.970公元前
大衛王
c.970BCE–c.931BCE
所罗门王
c.公元前1000–c.900公元前

c.960公元前
所罗门圣殿在耶路撒冷建成。
c.931BCE
统一以色列王国分裂为北国以色列国和南国犹大国
c.931BCE–c.913BCE
犹大国王罗波安做王
c.931BCE–c.910BCE
耶罗波安一世2统治北国以色列国
c.900公元前
根据底本假说, 摩西五经J文本
840BCE
米沙石碑描述了摩押战胜北国以色列。
c.800公元前
根据底本假说，摩西五经E文本写作 
c.740BCE–c.700公元前
以赛亚发预言
c.740BCE–c.722公元前
 新亚述帝国击败占领北国。
c.725BCE–c.650公元前
Ketef Hinnom古卷含有祭司的祝福
c.715BCE–cc.687BCE
希西家统治南国犹大
c.690公元前
根据底本假说，P文本写入
c.649BCE–c.609BCE
约西亚王宗教改革。
c.626BCE–c.587公元前
先知耶利米发预言。
c.620公元前
根据底本假说中 D文本被撰写。《约书亚记》，《士师记》、《撒母耳记》，《列王记》大概是由同一批作者撰写
597BCE
第一批犹大人被驱逐到巴比伦。
586公元前
耶路撒冷被尼布甲尼撒攻破，所罗门圣殿被毁。
539公元前
居鲁士大帝允许犹太人返回耶路撒冷。
公元前520
先知撒迦利亚发预言时期。
516BCE
耶路撒冷的第二圣殿被祝圣。

## 后期圣经历史

### 公元前
公元前332年
亚历山大大帝征服腓尼基和加沙，很可能在去埃及的路上经过犹大，但没有进入犹太人聚集的犹大山地。
167-161BCE
猶大·馬加比领导马加比起义反抗希腊化的塞琉古帝国，获得胜利，恢复圣殿祭祀，光明节的来源。
157-129BCE
哈斯蒙尼王朝在取得与塞琉古帝国战争胜利后，确立了在犹大地区的统治地位。
63BCE
庞培占领耶路撒冷，犹地亚成为罗马的属地。
40BCE–4BCE
 羅馬元老院封大希律王为 “犹太人的王”。

### 公元1世纪

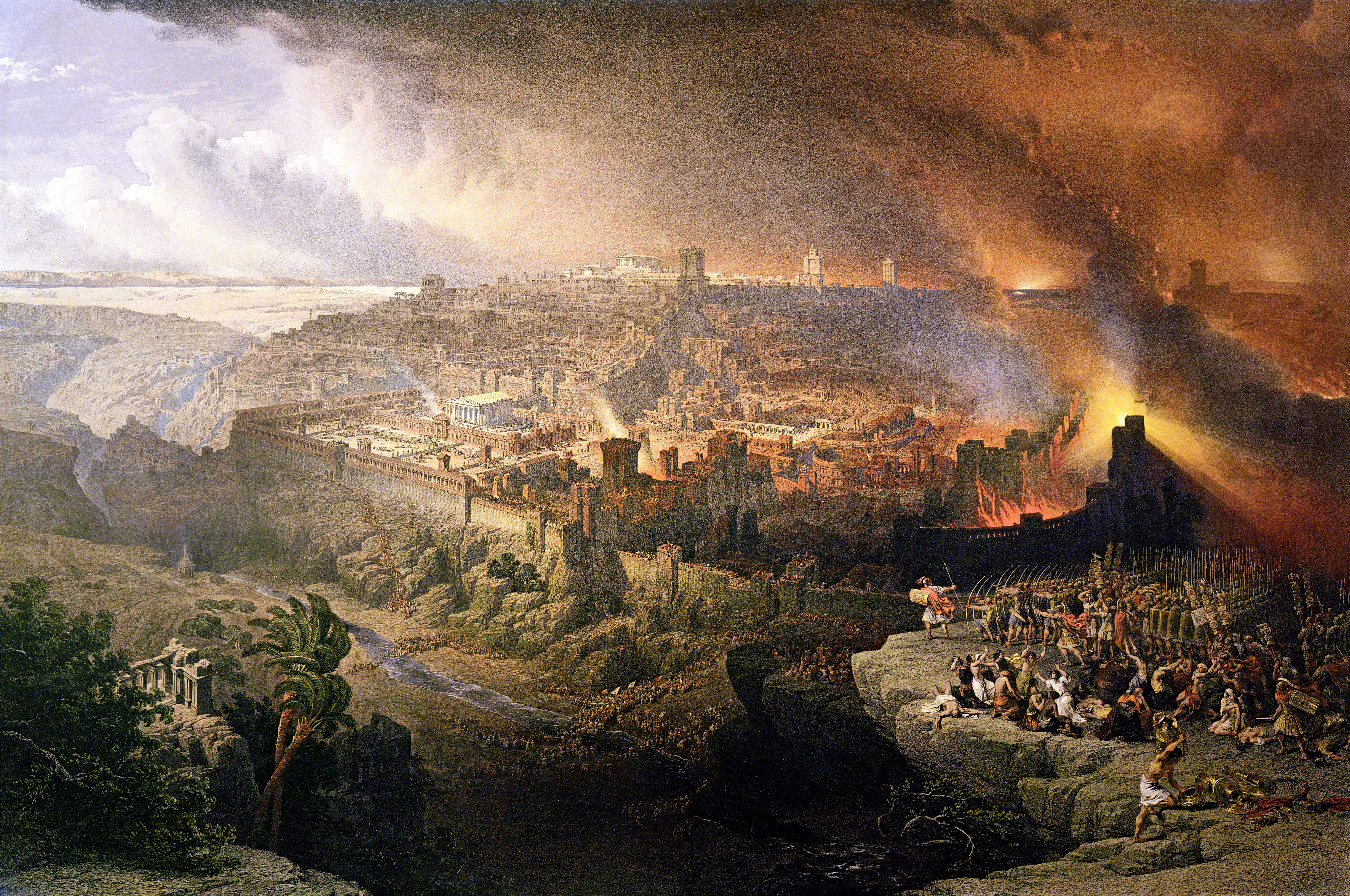
罗马人围攻摧毁耶路撒冷（1850 David Roberts）

10CE

26-36CE
罗马人审判杀害耶稣，耶穌被釘十字架。
66-72年 
犹太人反抗罗马人大起义，第一次犹太战争。
70年

第二圣殿被毁，耶路撒冷被占领。
73年
马萨达被罗马人攻破，犹大大起义被镇压。基督教起初作为一个犹太教派，然后发展出自己的经卷和信条，脱离犹太教成为一个独立宗教。

### 2世纪
115-117年
第二次犹太罗马战争。

136年
拉比Akiva殉道。
138年
罗马皇帝哈德良去世后，对犹太人的迫害缓和，犹太人被允许在 圣殿被毁日访问耶路撒冷。在接下来的几个世纪，犹太人学术中心转移到加利利。

### 公元3世纪
220年
犹太拉比哈纳西编辑《密释納》。

### 公元4世纪
351-352
犹太人反抗Constantius Gallus的起义被镇压。
363年
363年加利利大地震

### 11世纪
1066年，格拉纳达犹太人社区遭屠杀。 
1096年，莱茵兰地区的犹太社区遭到屠杀。

### 12世纪
1187年，萨拉丁在哈丁战役中取胜，从十字军手中夺取耶路撒冷。
1190年，英国约克郡的犹太人遭到屠杀。

### 13世纪
1290年，英王爱德华一世颁布命令，驱逐英格兰犹太人。

### 14世纪

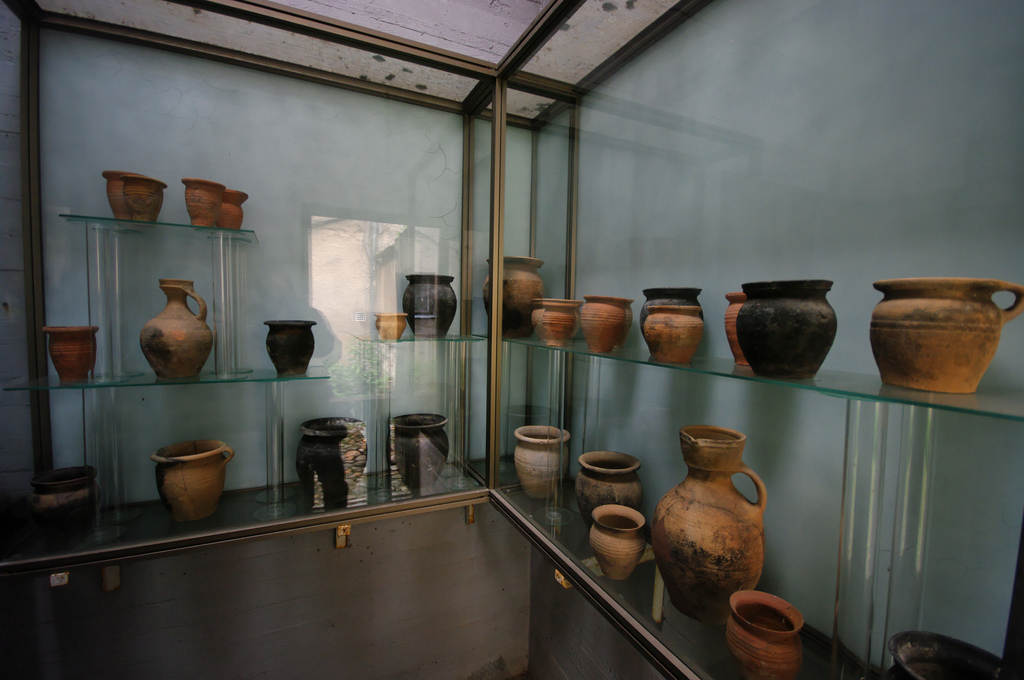
Pottery in the museum of the synagogue of Sopron, 匈牙利, built around 1300.

### 19世纪

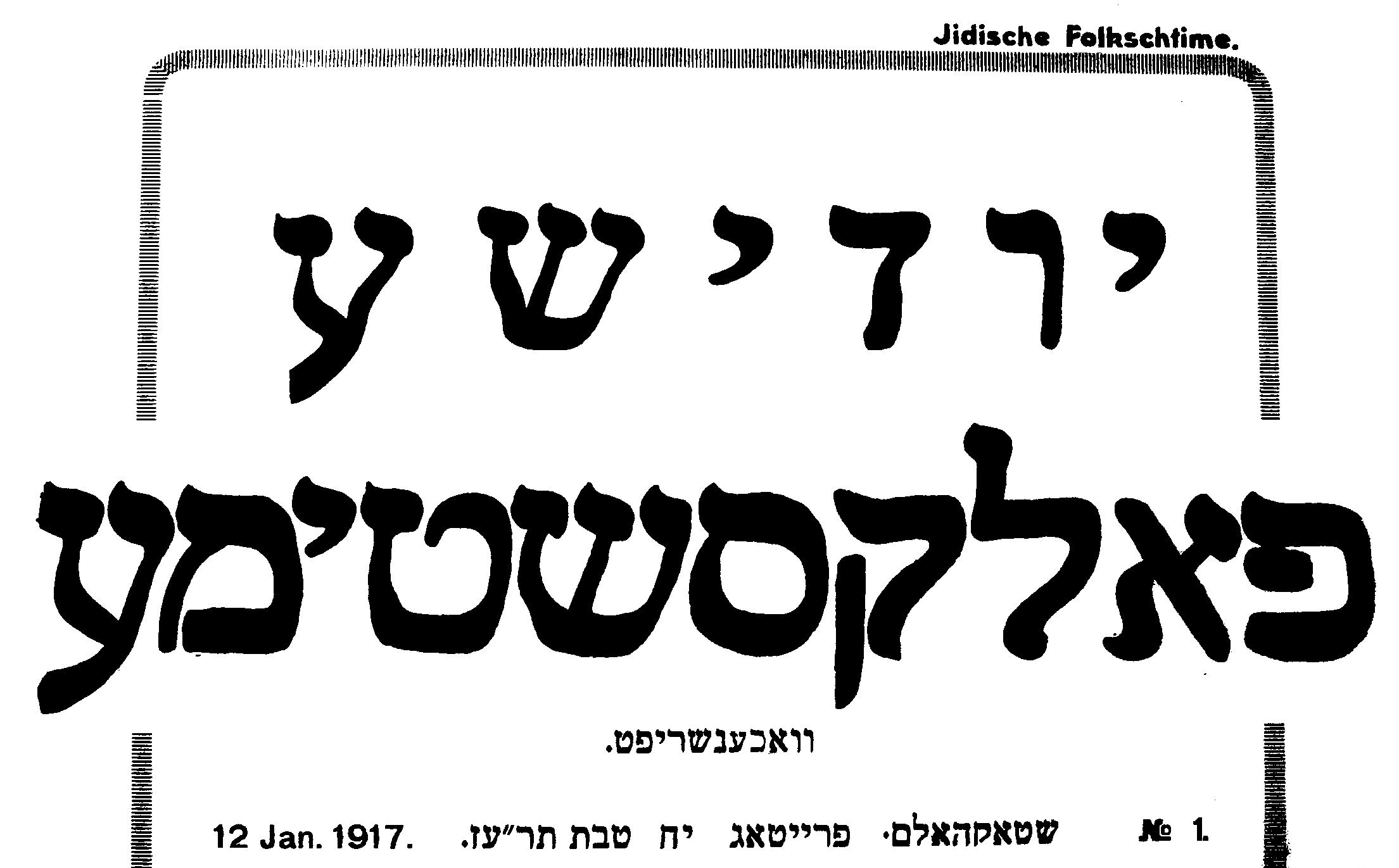
Banner from the first issue of the Jidische Folkschtime (Yiddish People's Voice), published in Stockholm, 12 January 1917.

### 15世纪
1478

1493
犹太人被驱逐出西西里，大约有13万7千人被驱逐。
1496年
犹太人被驱逐出葡萄牙和德国的许多城市。

### 20世纪

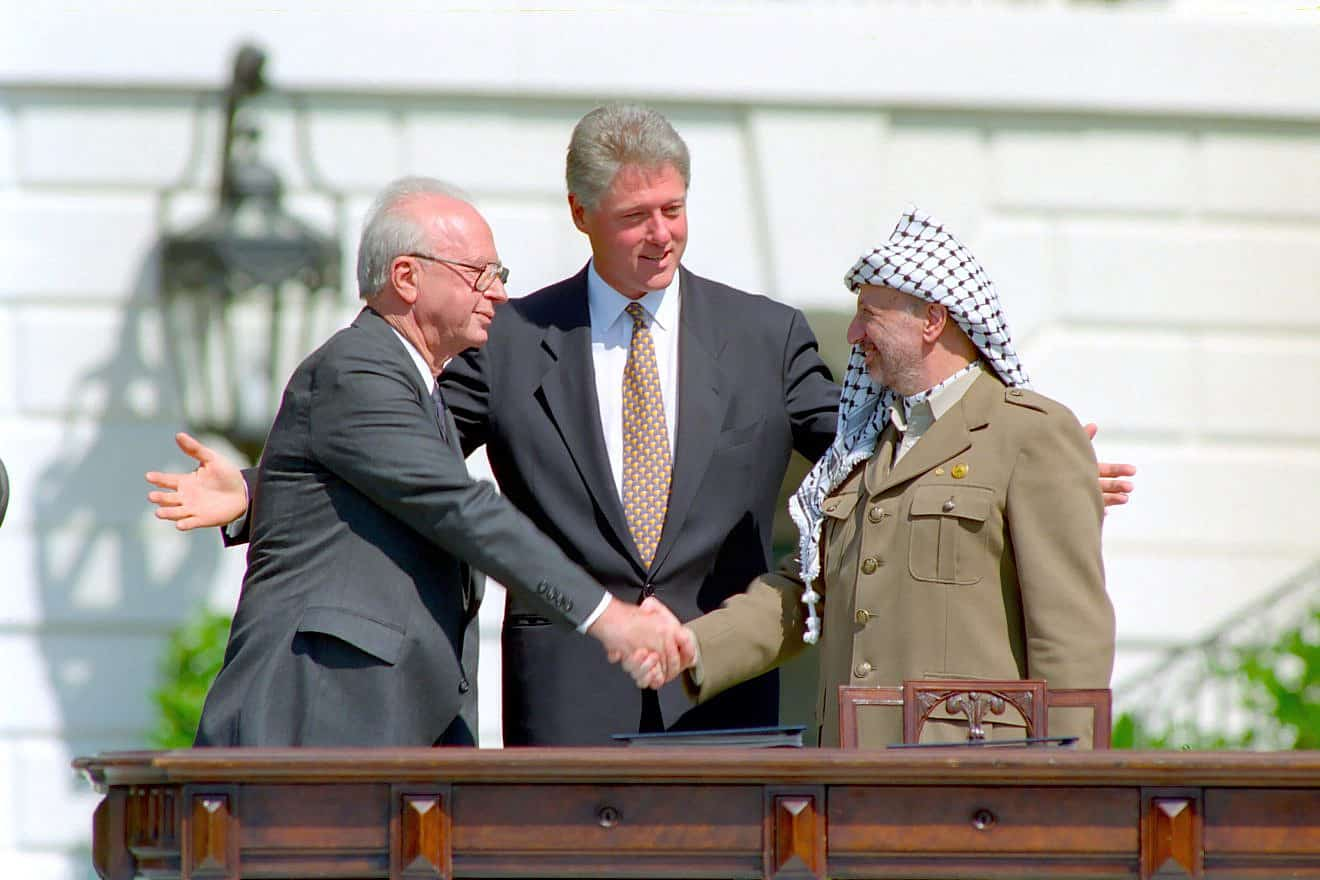
1993年，拉宾和阿拉法特在签署《奥斯陆协定》后握手，美国总统克林顿站在他们后面。

1948年，现代以色列国宣布成立。

## 现代以色列国历年大事
这是1948年 以色列国成立以来的历年大事年表。
- 1940s: 1948 – 1949
- 1950s: 1950 – 1951 – 1952 – 1953 – 1954 – 1955 – 1956 – 1957 – 1958 – 1959
- 1960s: 1960 – 1961 – 1962 – 1963 – 1964 – 1965 – 1966 – 1967 – 1968 – 1969
- 1970s: 1970 – 1971 – 1972 – 1973 – 1974 – 1975 – 1976 – 1977 – 1978 – 1979
- 1980s: 1980 – 1981 – 1982 – 1983 – 1984 – 1985 – 1986 – 1987 – 1988 – 1989
- 1990s: 1990 – 1991 – 1992 – 1993 – 1994 – 1995 – 1996 – 1997 – 1998 – 1999
- 2000s: 2000 – 2001 – 2002 – 2003 – 2004 – 2005 – 2006 – 2007 – 2008 – 2009
- 2010s: 2010